# Drei-Tage-Fieber
Das Drei-Tage-Fieber (andere Schreibweisen: 3-Tage-Fieber bzw. Dreitagefieber; auch bekannt als Dreitagefieberexanthem, Exanthema subitum, Roseola infantum oder Sechste Krankheit) ist eine ansteckende Infektionskrankheit, die durch zwei verschiedene Arten humaner Herpesviren verursacht wird. Das Drei-Tage-Fieber zählt zu den Kinderkrankheiten. Auf ein meist dreitägiges Fieber folgt ein plötzlich auftretender Hautausschlag. Komplikationen sind selten, weshalb sich die Behandlung auf symptomatische Maßnahmen beschränkt. Eine Impfung gibt es nicht. Die Bezeichnung "Sechste Krankheit" stammt aus einer Zeit, in der Kinderkrankheiten mit charakteristischen Exanthemen (Hautausschlägen) systematisch nummeriert wurden. Diese Nummerierung erfolgte im späten 19. und frühen 20. Jahrhundert und diente dazu, die damals bekannten häufigen Ausschlagkrankheiten bei Kindern zu kategorisieren. Die Sechste Krankheit wurde so genannt, weil sie die sechste in einer Reihe von klassifizierten kindlichen Exanthemkrankheiten war.

## Erreger

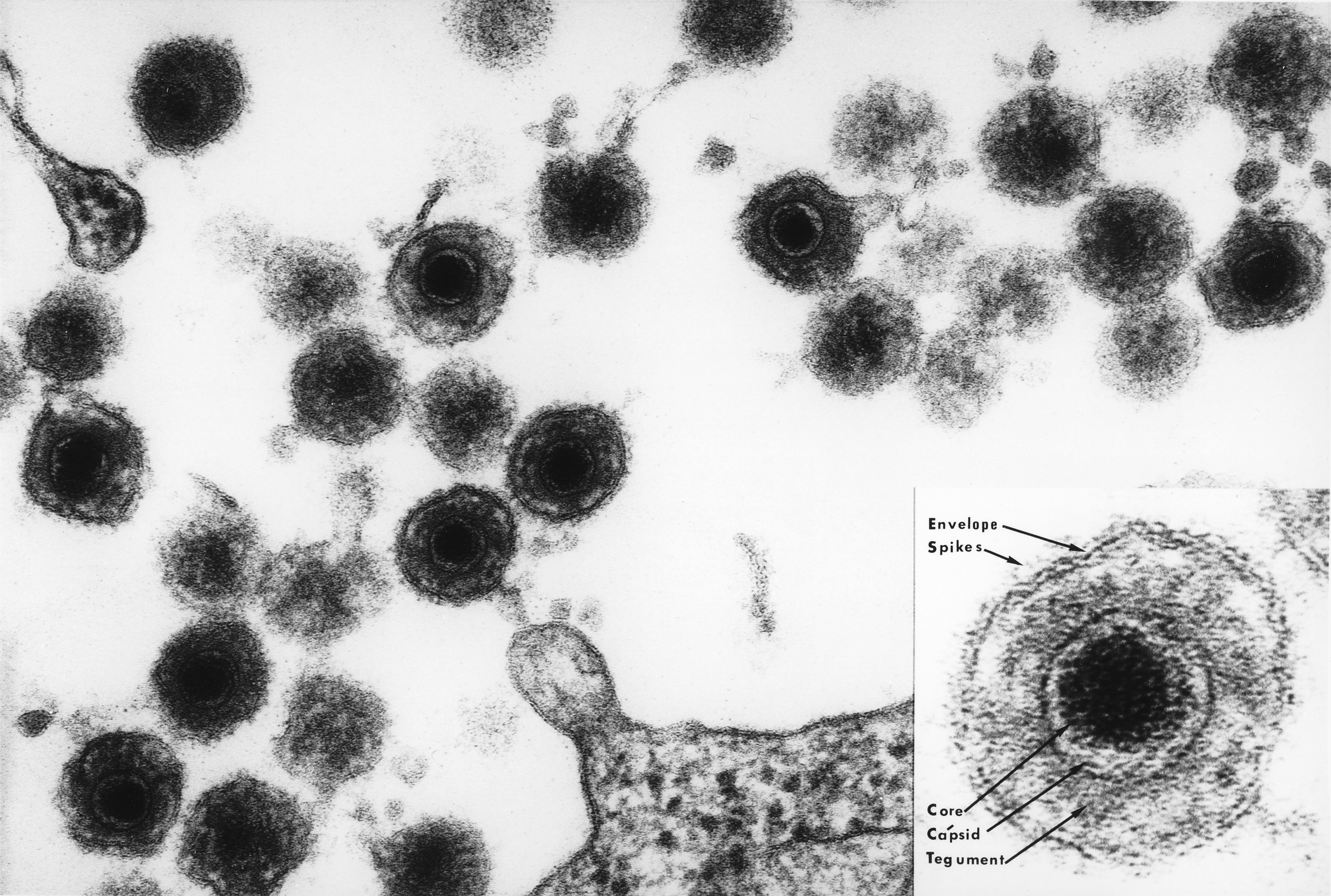
Humanes Herpesvirus 6 (HHV-6)

Das erst Mitte des 20. Jahrhunderts beobachtete Drei-Tage-Fieber wird durch das Humane Herpesvirus 6 (HHV-6), entdeckt 1986 durch Syed Zaki Salahuddin und seine Arbeitsgruppe, oder Humanes Herpesvirus 7 (HHV-7) ausgelöst. HHV-6 und HHV-7 sind behüllte, doppelsträngige DNA-Viren und mit dem Cytomegalievirus (CMV, HHV-5) eng verwandt. Von HHV-6 existieren zwei Serotypen (6A vornehmlich in Afrika und 6B vornehmlich in den westlichen Ländern). In Europa erkranken Kinder praktisch nur an Typ 6B. Nach Abklingen der akuten Infektion überdauert (persistiert) das Virus im Wirtsorganismus und kann bei schwerster Immunsuppression (beispielsweise Knochenmarktransplantation) reaktivieren.

## Symptome

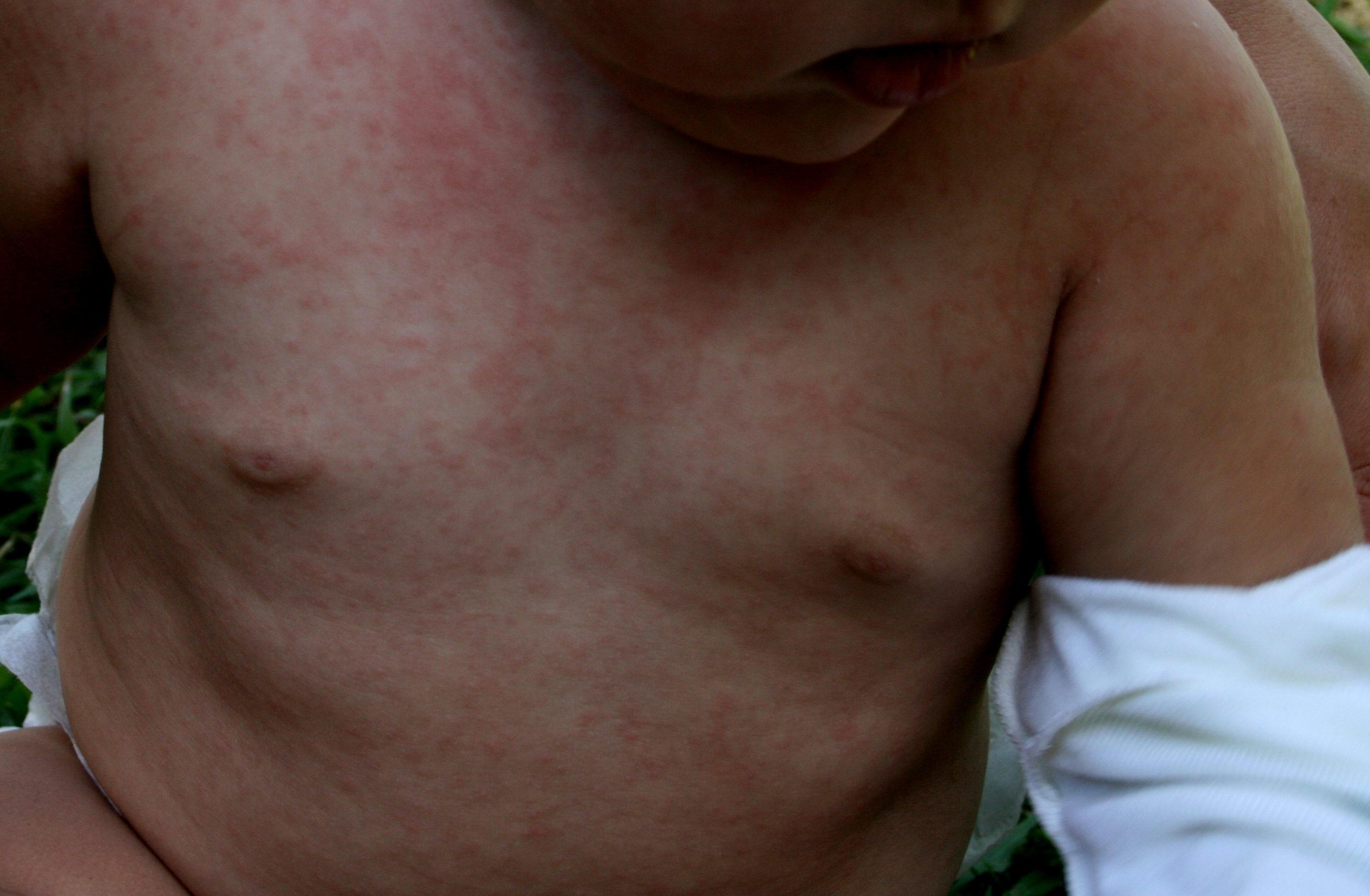
Typischer Hautausschlag bei Drei-Tage-Fieber

Das Drei-Tage-Fieber ist eine Erkrankung des Säuglings- oder frühen Kleinkindalters. Bis zum Alter von drei Jahren hatten fast alle Kinder Kontakt zu Erregern (nahezu 100%ige Seropositivität). Ältere Kinder und Erwachsene erkranken daher praktisch nie am Drei-Tage-Fieber. Die Inkubationszeit der frischen Infektion beträgt 5 bis 15 Tage. Bei typischem Verlauf kommt es drei (sehr selten maximal acht) Tage lang zu anhaltendem hohen Fieber. Es gibt Hinweise dafür, dass ein Drei-Tage-Fieber häufiger mit einem Fieberkrampf einhergeht als sonstige Infektionskrankheiten. Bei Entfieberung tritt rasch ein Hautausschlag mit feinen, manchmal auch leicht erhabenen Flecken auf, der typischerweise am Rumpf und im Nacken lokalisiert ist. Die Flecken können zusammenfließen und sich auf das Gesicht ausbreiten. Der Ausschlag ist sehr flüchtig und blasst schnell (in der Regel innerhalb von drei Tagen) wieder ab. Selten gibt es auch symptomarme Verläufe mit keinem oder nur leichtem Fieber oder sogar komplett klinisch inapparente Verläufe ohne Fieber oder Ausschlag, die aber dennoch eine Immunisierung bewirken und Immunität (stille Feiung) nach sich ziehen.

## Epidemiologie
Humane Herpesviren 6 und 7 kommen auf der ganzen Welt vor. Erregerreservoir ist nur der Mensch. Die Übertragung erfolgt überwiegend durch Speichel, möglicherweise auch durch Tröpfcheninfektion. Gesunde HHV-6/7-seropositive Kinder und Erwachsene können die Viren intermittierend im Speichel ausscheiden, ohne dass dies einen Krankheitswert besitzt. Dadurch stellen diese Personen Ausscheider dar.

## Komplikationen
Zu den häufigsten Komplikationen durch die HHV-6 und 7 gehören Durchfall und Erbrechen, Schwellung der Augenlider, Papeln auf dem weichen Gaumen und am Zäpfchen, Husten, Schwellung der Halslymphknoten, vorgewölbte und gespannte Fontanelle sowie Fieberkrämpfe. Letztere scheinen bei HHV-7 etwas häufiger aufzutreten als bei HHV-6.

## Diagnose
Bei typischem Krankheitsbild mit Auftreten des Hautausschlags nach Entfieberung wird die Diagnose klinisch gestellt, es ist also keine Laboruntersuchung notwendig. Gegebenenfalls findet sich im Blutbild eine Leukopenie und eine relative Lymphozytose. Prinzipiell kann eine vermutete Primärinfektion durch den Nachweis von HHV-6-DNA im Serum oder Plasma virologisch bewiesen werden. Humane Herpesviren selbst können in Blut, Speichel und Liquor, HHV-7 auch in Muttermilch nachgewiesen werden. Diese Untersuchungen haben aber keine praktische, sondern ausschließlich wissenschaftliche Bedeutung. Die differentialdiagnostische Abgrenzung anderer Kinderkrankheiten mit Hautausschlag wie Masern, Röteln, Ringelröteln (Erythema infectiosum) oder Scharlach ist durch den typischen Verlauf in der Regel nicht schwierig.

## Therapie
Die meisten Infektionen erfordern keine Therapie. Bei hohem Fieber erfolgt eine symptomatische Fiebersenkung. Fieberkrämpfe müssen unter Umständen durch eine spezifische krampflösende Medikation behandelt werden. Eine virusspezifische Therapie gibt es nicht.

## Prophylaxe
Eine Isolierung von Kindern mit akuter HHV-Infektion ist nicht erforderlich. Eine Impfung existiert nicht. Über die prophylaktische Wirkung von Immunglobulinen liegen bisher keine Erkenntnisse vor.